# Begelly
Begelly är en by i Pembrokeshire i Wales. Byn är belägen 110,8 km 
från Cardiff. Orten har 718 invånare (2016).